# Shameless (groupe)
Pour les articles homonymes, voir Shameless.
Shameless est un groupe allemand de rock, originaire de Munich. Il est composé de Alexx Michael (compositeur et bassiste), B.C., Steve Summers, Keri Kelli et Stevie Rachelle.

## Historique

### Débuts
La première version de Shameless est formée en avril 1989 par le bassiste Alexx « Skunk » Michael à Munich, en Allemagne. Le groupe devient relativement populaire dans sa ville, mais uniquement à l'échelle locale. Ils n'ont pas non plus publié d'albums. Le chanteur quitte le groupe en 1991, qui se sépare.

### Retour et succès
À l'été 1998, le bassiste Michael rencontre le batteur Eric Singer, ancien membre notamment de Kiss et Alice Cooper. Singer décide d'aider Michael à reformer Shameless, afin de sortir le premier album, Backstreet Anthems.
Ils participent au projet Steve Summers de Pretty Boy Floyd et Stevie Rachelle qui, selon Michael, aurait été parfait pour participer au supergroupe. L'album comprend deux reprises : Flaming Youth de Kiss et Hard Dayz Night des Beatles. Treize membres y ont pris part, notamment Summers, Rachelle, Michaels, Eddie Robison (Alleycat Scratch), Bruce Kulick (Kiss), Tracii Guns (LA Guns), Kristy Majors (Pretty Boy Floyd), Robert Sweet (Stryper) et bien d'autres. L'album est également produit par Gilby Clarke de Guns N 'Roses.
Vu le succès de l'album, Alexx Michael et BC décident d'enregistrer une suite en 2000. De retour en Allemagne, ils écrivent d'autres morceaux qui, outre d'autres écrits par des invités spéciaux, composeront l'album. L’album sera produit dans les studios de Keri Kelli dans le comté d'Orange, en Californie, et sera intitulé Queen 4 a Day. Ariel Stiles, ancien guitariste de Pretty Boy Floyd, écrit quelques chansons, tandis que le morceau American Man est écrit par Gene Simmons (Kiss), Jaime St. James (ex-Black 'N Blue) et Tommy Thayer (ex-Black 'N Blue, Kiss) et le morceau A Place Where Love Can Go Go est écrit par Tuff. Ces deux pistes seront ensuite incluses dans la compilation The History of Tuff de Tuff. Étaient également présents des invités d'exceptions tels que ceux déjà présents, Stevie Rachelle, Kari Kane, Steve Summers, Eric Singer, Jani Lane, Brian Tichy (Sass Jordan, Foreigner),et  Steve Riley (LA Guns, Wasp).
Queen 4 a Day atteint aussi le succès, et le groupe décide de poursuivre le projet en publiant l'album Splashed en 2002. La décision est prise de réduire la formation. L'album comprend 11 titres et un DVD bonus contenant du matériel de leur tournée de 2000 et le clip vidéo de la chanson Do not Hesitate. Steve Summers, Stevie Rachelle, Alexx Michael, Mike Fasano, Kari Kane, Keri Kelli et Jan Sick participent à l'enregistrement. Shameless participera également à l'album hommage à Kiss KISS Undressed avec le morceau Tomorrow, sorti en avril 2003. Après le succès des tournées européennes d'octobre 2003 et du printemps 2004, ils réalisent un album live enregistré au Royaume-Uni sous le nom de Super Hardcore Show.
Après quelques années, Shameless revient sur scène en avril 2007 avec son quatrième album studio Famous 4 Madness,. Les onze morceaux font participer Steve Summers, Stevie Rachelle, Phil Lewis, Jani Lane et John Corabi (ancien membre Mötley Crüe). Tous les morceaux de guitare sont jouées par BC, Keri Kelli et Michael Thomas. La batterie par Todd Michael Burr, Kari Kane, Mike Fasano et Eric Singer. En soutien à l'album, le groupe participe à 10 concerts entre avril et mai au Royaume-Uni, en Espagne, en Allemagne, en Suisse et en Italie.

## Discographie

### Albums studio
- 1999 : Backstreet Anthems
- 2000 : Queen 4 a Day
- 2002 : Splashed
- 2007 : Famous 4 Madness

### Album live
- 2003 : Super Hardcore Show